# Hemipenthes melaleuca
Hemipenthes melaleuca är en tvåvingeart som först beskrevs av Christian Rudolph Wilhelm Wiedemann 1828.  Hemipenthes melaleuca ingår i släktet Hemipenthes och familjen svävflugor. Inga underarter finns listade i Catalogue of Life.